# Ljudje (album)
Ljudje je tretji studijski album slovenskega kantavtorja Janija Kovačiča, izdan leta 1984 pri ZKP RTV Ljubljana v obliki vinilne plošče. Je dvojni album. Strani vinilnih plošč so namesto konvencionalnega poimenovanja (A, B, C in D stran) poimenovane kot J, A, N in I – tako črke sestavijo kantavtorjevo ime.
Naslovnica prikazuje prizor iz filma Sergeja Eisensteina Križarka Potemkin (1925).

## Seznam pesmi
Vse pesmi je napisal Jani Kovačič. Vsa besedila je napisal Jani Kovačič, razen kjer je to navedeno.
Stran J
1. »Predsednik ZDA« – 3:07
2. »Bloki« – 6:23
3. »Povprečje« – 2:04
4. »Veseli pejsaži sebičnosti« – 10:30

Stran A
1. »Leninov park« (Jonas Žnidaršič) – 4:03
2. »Revolucija« – 6:28
3. »Kje si mala, kje si?« – 6:50
4. »Zgin! Zgin!« – 2:36
5. »Himna« – 2:35

Stran N
1. »Pasjon« – 5:31
2. »Desetnica« (narodna) – 6:30
3. »Prilika« – 6:03
4. »Psalm 203« – 1:55

Stran I
1. »Ujetnik svobode« – 8:50
2. »Delam« – 3:21
3. »Štorija o F.« – 4:57
4. »6 čokoladnih okusov (Čaka)« – 5:40

## Zasedba
- Jani Kovačič – akustična kitara, vokal
- Jonas Žnidaršič – električna kitara, bas kitara
- Nino de Gleria – kontrabas
- Aleš Rendla – bobni (A2, A4)
- Andrej Strmecki – bobni (J4, I1, I3, I4)
- Danijel Kašnar – bobni (J1–J3, N1)
- Ervin Mlekuš - Violina (N1, N2)
- Matjaž Vipotnik – oblikovanje ovitka
- Neven Smolčič – produkcija